# Урзичени Падуре (Сату Маре)
Урзичени Падуре (рум. Urziceni Pădure) насеље је у Румунији у округу Сату Маре у општини Урзичени. Oпштина се налази на надморској висини од 124 m.

## Становништво
Према подацима из 2002. године у насељу је живело 213 становника.

### Попис2002.
| Расподела становништва по националности 2002.‍ | Расподела становништва по националности 2002.‍ | Расподела становништва по националности 2002.‍ | Расподела становништва по националности 2002.‍ | Расподела становништва по националности 2002.‍ |
| --------------------------------------------- | --------------------------------------------- | --------------------------------------------- | --------------------------------------------- | --------------------------------------------- |
|                                               |                                               |                                               |                                               |                                               |
| Румуни                                        | Румуни                                        |                                               | 57                                            | 27,3%                                         |
| Мађари                                        | Мађари                                        |                                               | 152                                           | 72,7%                                         |